# Alan Sokal
Alan David Sokal (Boston, 24 de janeiro de 1955) é um professor de matemática na University College London e professor de física na Universidade de Nova York. Ele trabalha em mecânica estatística e análise combinatória. Ele é mais conhecido pelo público em geral pela sua crítica ao pós-modernismo, após o Caso Sokal, em 1996, quando seu artigo deliberadamente sem sentido foi publicado pela revista Social Text, da Duke University Press.
Junto com Jean Bricmont, escreveu o livro Imposturas Intelectuais, onde reúnem e analisam diversos textos que ilustram as mistificações físico-matemáticas perpetradas por Jacques Lacan, Julia Kristeva, Luce Irigaray, Bruno Latour, Jean Baudrillard, Gilles Deleuze e Paul Virilio.

## Caso Sokal
Ficou famoso ao publicar um artigo-paródia na revista Social Text (publicada pela Duke University Press), publicação de estudos culturais até então conhecida por seu caráter “pós-moderno”. Tratava-se de um experimento para ver se essa revista iria “publicar um artigo generosamente temperado com nonsense se (a) o artigo soasse bem e (b) o artigo exaltasse as concepções ideológicas dos editores”.